# Perry (Florida)
Perry város az USA Florida államában, Taylor megyében, melynek megyeszékhelye is. Lakosainak száma 6898 fő (2020. április 1.).

## Népesség
A település népességének változása:
| Lakosok száma | 1012 | 6847 | 7017 | 6898 |
|               | 1910 | 2000 | 2010 | 2020 |